# 杀鱼爱德华氏菌
杀鱼爱德华氏菌（学名：Edwardsiella piscicida）是肠杆菌科下的一种革兰氏阴性菌，可感染多种鱼类和爬行动物。
该菌最初被归类为迟缓爱德华氏菌（Edwardsiella tarda）。2013年研究人员通过对从病鱼中分离出的菌株进行研究，发现其不属于人源的迟缓爱德华氏菌，也不归属爱德华氏菌属的其他种类，遂将其重新命名为杀鱼爱德华氏菌。

## 分布与感染范围
杀鱼爱德华氏菌在全球范围内广泛流行，是水产养殖业的重要致病菌之一和水产病原菌研究的模式菌株。其感染对象涵盖了多种鱼类，包括：
- 暖水性鱼类：石斑鱼（Epinephelus aeneus）、罗非鱼（Tilapia nilotica）；
- 冷水性鱼类：牙鲆（Paralichthys olivaceus）、大菱鲆（Scophthalmus maximus）、大马哈鱼（Oncorhynchus tshawytscha）；
- 温水性鱼类：鳜鱼（Siniperca chuatsi）、大口黑鲈（Micropterus salmoides）、黄鳝（Monopterus albus）。

## 致病机制
杀鱼爱德华氏菌在侵染宿主后，能够在宿主体内长期存活并大量繁殖，进而显著干扰宿主的正常生理功能，最终导致宿主死亡。